# Siedlung Fürst Leopold

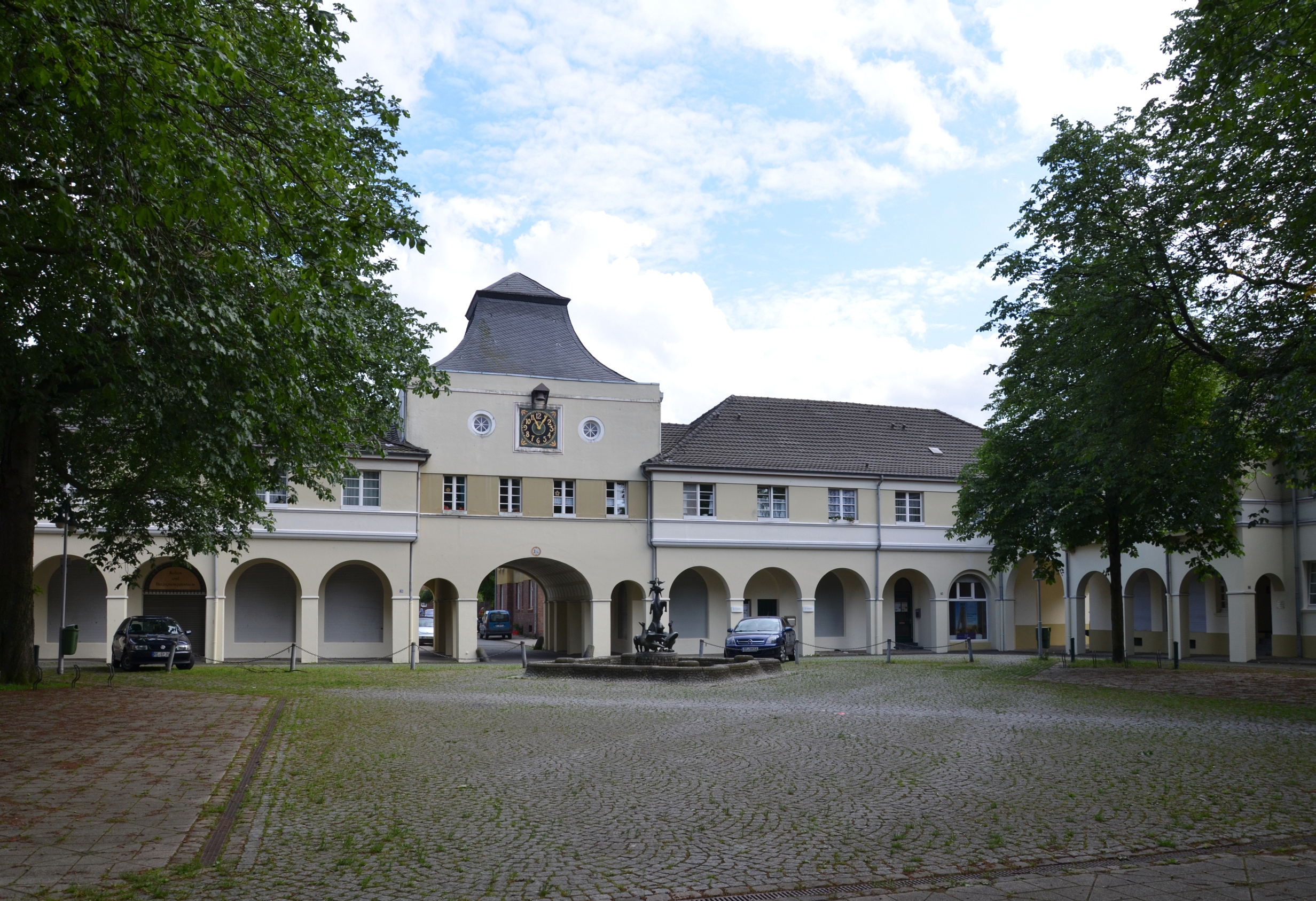
Brunnenplatz

Die Siedlung Fürst Leopold ist eine Zechenkolonie in Dorsten-Hervest.

## Geschichte
Die namengebende Zeche Fürst Leopold wurde 1910 gegründet und förderte ab 1913 Kohle. Das bis dahin ländliche Hervest bot mit seinen knapp 1000 Einwohnern nicht genügend Arbeitskräfte für den Bergbau, sodass die Zechengesellschaft mit besonderem Wohnraum hier Abhilfe schaffen wollte. Außergewöhnlich für ein solches Bauvorhaben war der dafür ausgeschriebene Architekturwettbewerb, den der Essener Architekt Heinrich Wilhelm Eggeling gewann.
1912 begannen die Bauarbeiten zwischen der Halterner Straße und der Lippe, direkt gegenüber dem Zechengelände. Kriegsbedingt konnte die Siedlung erst 1920 fertiggestellt werden, insgesamt wurden 720 Wohnungen in meist anderthalbgeschossigen Häusern erstellt. Ansätze aus der Gartenstadtbewegung wurden zur Gestaltung genutzt, so sind die Häuser vor- und zurückspringend angeordnet, die Dachflächen variieren durch Gauben und Quergiebel, viele Freiräume wurden an den Straßeneinbuchtungen angelegt, Alleen und andere Bepflanzungen lockerten das Bild auf. Ähnlich wie bei anderen Zechensiedlungen bekam jedes Haus einen eigenen Eingang und im hinteren Bereich einen großen Garten mit Stallungen zur Selbstversorgung.
Zentrum der Siedlung ist der Brunnenhof, ein großzügiger Platz mit geschlossenen Gebäudereihen an drei Seiten, in denen sich sowohl Wohnungen als auch Läden befanden. Als zentraler Marktplatz mit Laubengängen, Freifläche mit Baumpflanzungen und einem Brunnen in der Mitte fand hier das gesellschaftliche Leben statt. Die Gebäudereihen sind durch einen Uhrturm in der südlichen Mitte und an den beiden Seitenflügeln durch hängende Übergänge unterbrochen, heute befinden sich hier Durchfahrten.
Von 1918 bis 1930 entstand im Osten der Siedlung ein katholischer Bereich mit der Kirche St. Josef und der Josefschule, im evangelischen Westteil baute man Augustaschule und Kreuzkirche. Dazu kamen weitere kleinere Wohnbebauungen. 1920 hatte Hervest bereits über 6.000 Einwohner.
1943 wurde Hervest mit der Zechensiedlung nach Dorsten eingemeindet. Während des Krieges fanden die Bewohner Schutz in den Stollen der Bergehalden.
Von 1983 bis 1984 kamen nochmals neue Wohnungen an der Freiheits-, Schollbrock- und Grothuesstraße hinzu. Dies war durch die Verlegung von Bergarbeitern aus anderen, inzwischen stillgelegten Bergwerken notwendig geworden.
1987 wurde ein Teil der Siedlung unter Denkmalschutz gestellt. Die Hoesch-Wohnungsgesellschaft als Eigentümerin modernisierte die Wohnungen unter Erhalt des ursprünglichen Erscheinungsbilds. Am Marktplatz wurde zur Fertigstellung die Plastik des Künstlers Reinhold Schröder aufgestellt, sie zeigt die Haustiere der Bergarbeiterfamilien: Ziege, Schwein, Gans, Taube.
Inzwischen sind die meisten Wohnungen privatisiert, die Zechenkolonie ist mit den beiden Nachbarbereichen Dorf Hervest und Altstadt Dorsten zusammengewachsen. Seit 2004 gehört sie zur Route der Industriekultur. Der Einzelhandel konzentriert sich nun auf den Harsewinkel, am Brunnenplatz befindet sich die Dorstener Galerie mit der Tisa von der Schulenburg-Stiftung. Die Josefschule wurde abgerissen.

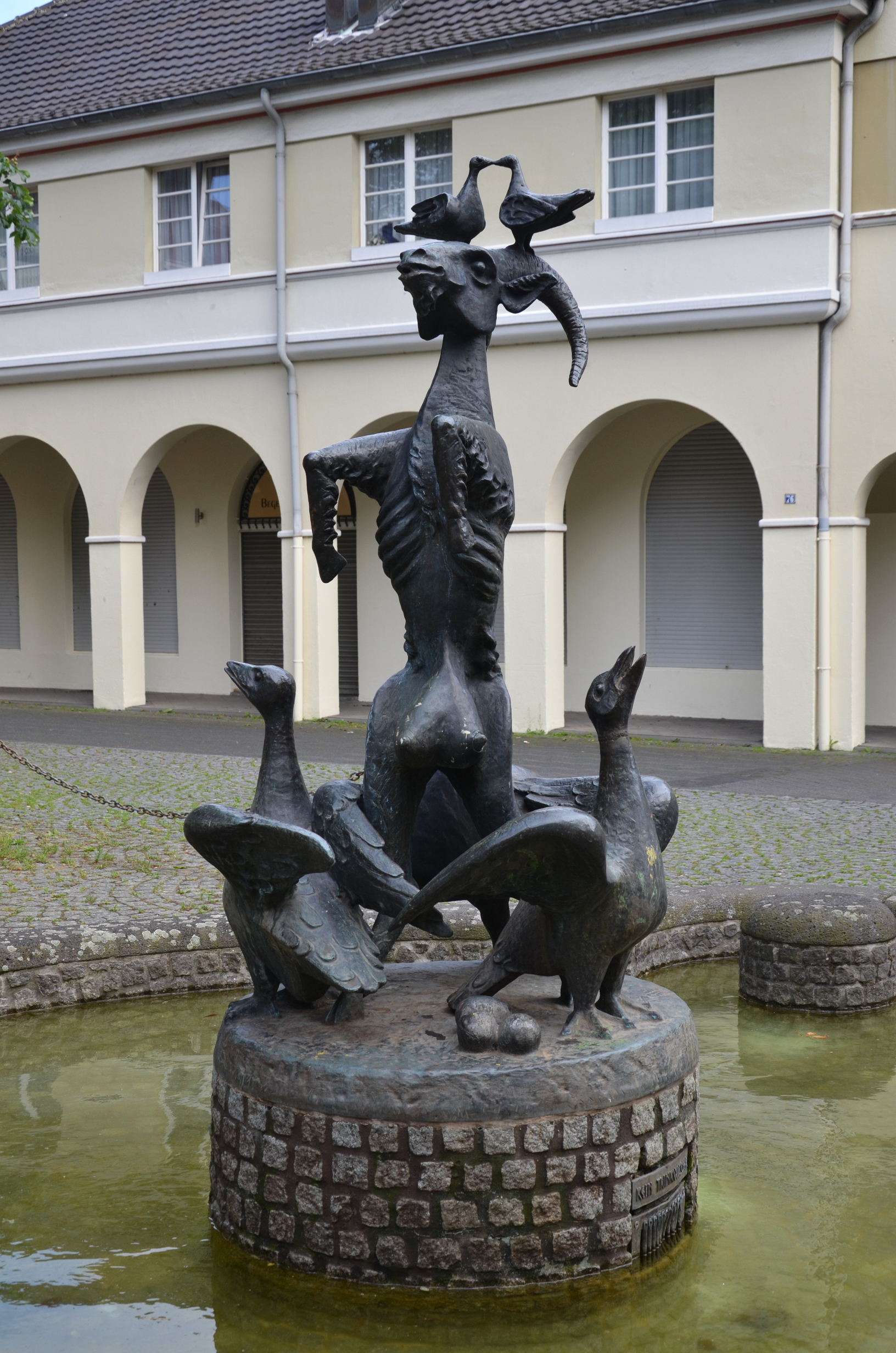
Brunnenplastik
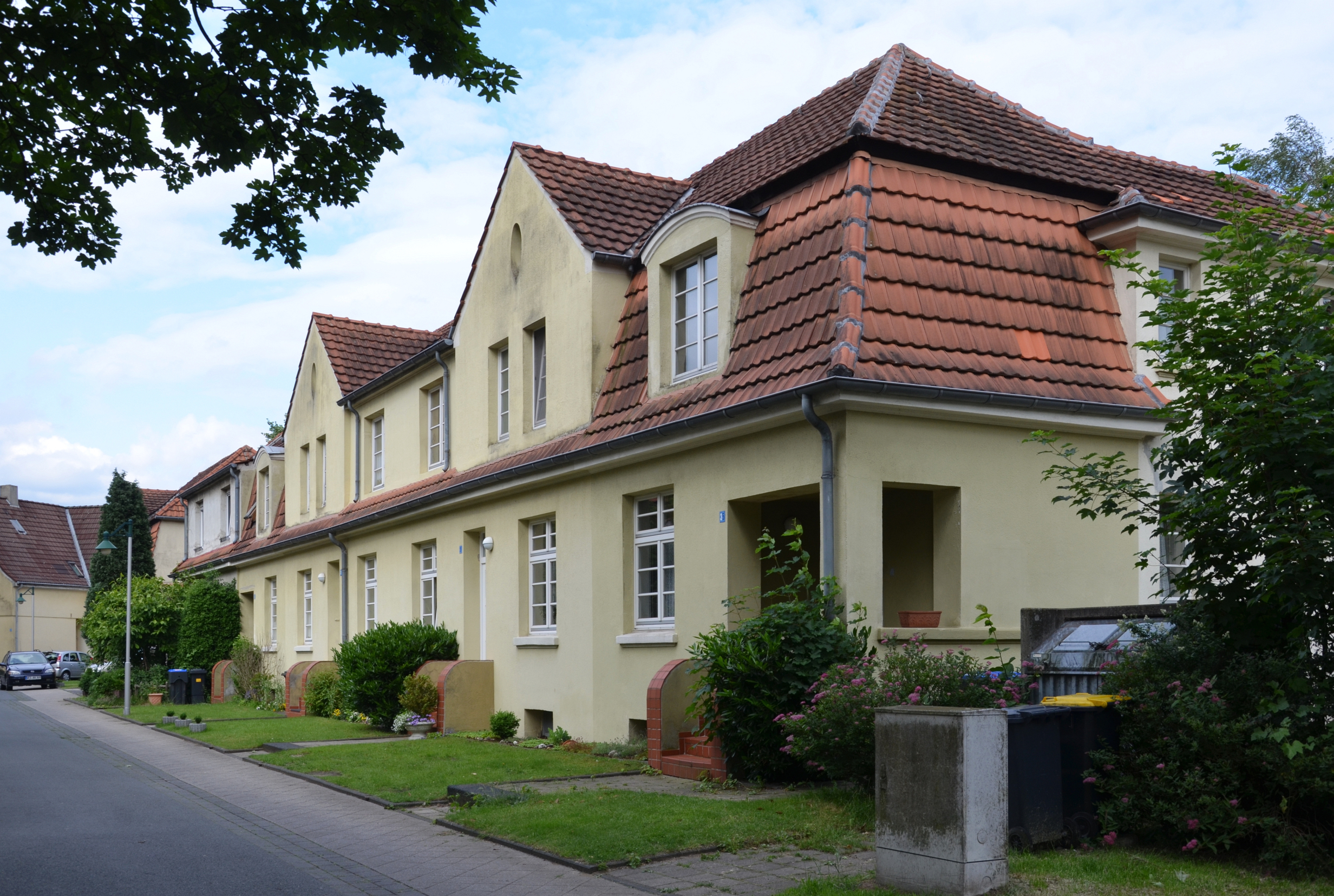
Häuserblock
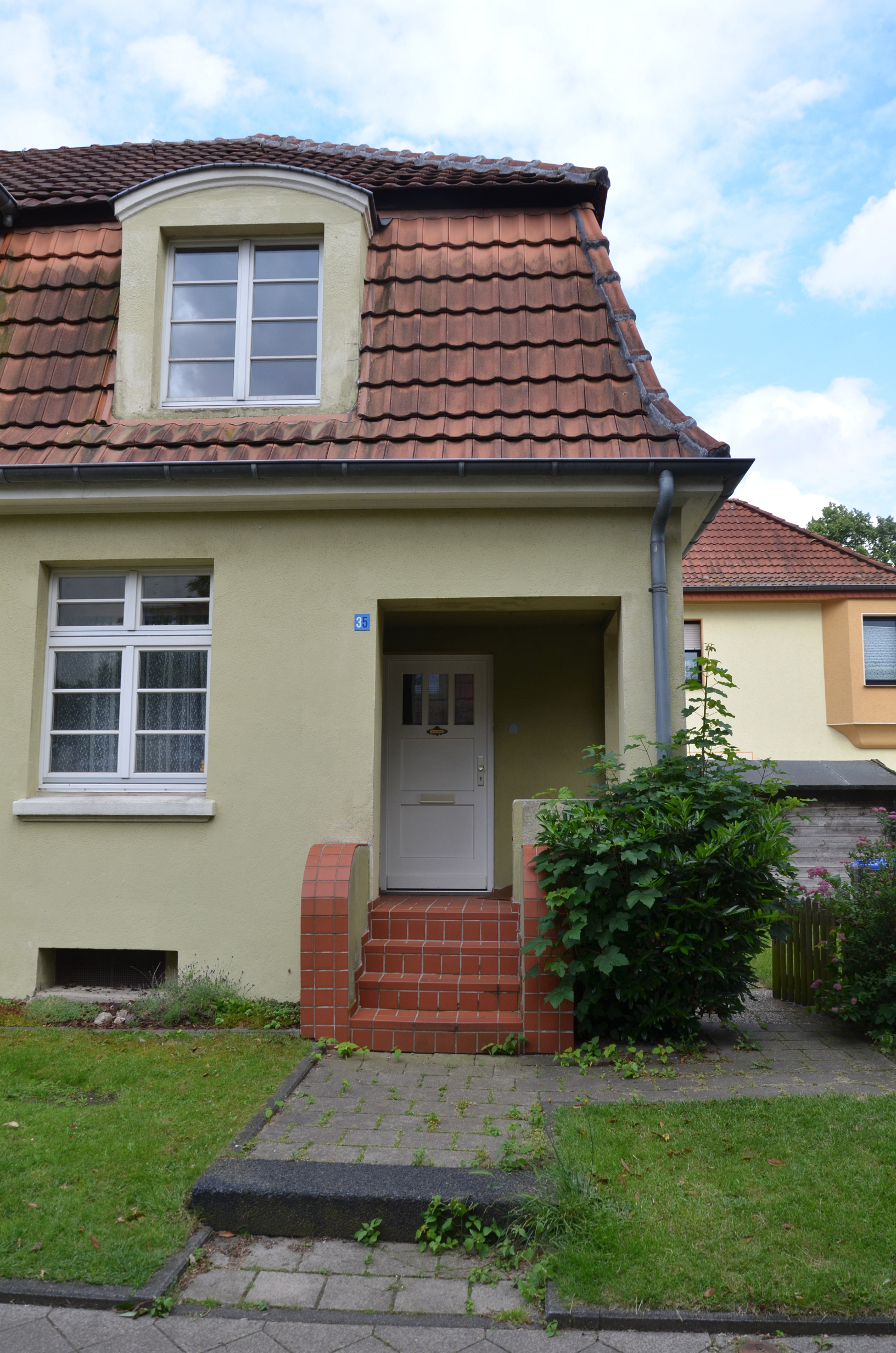
Hauseingang
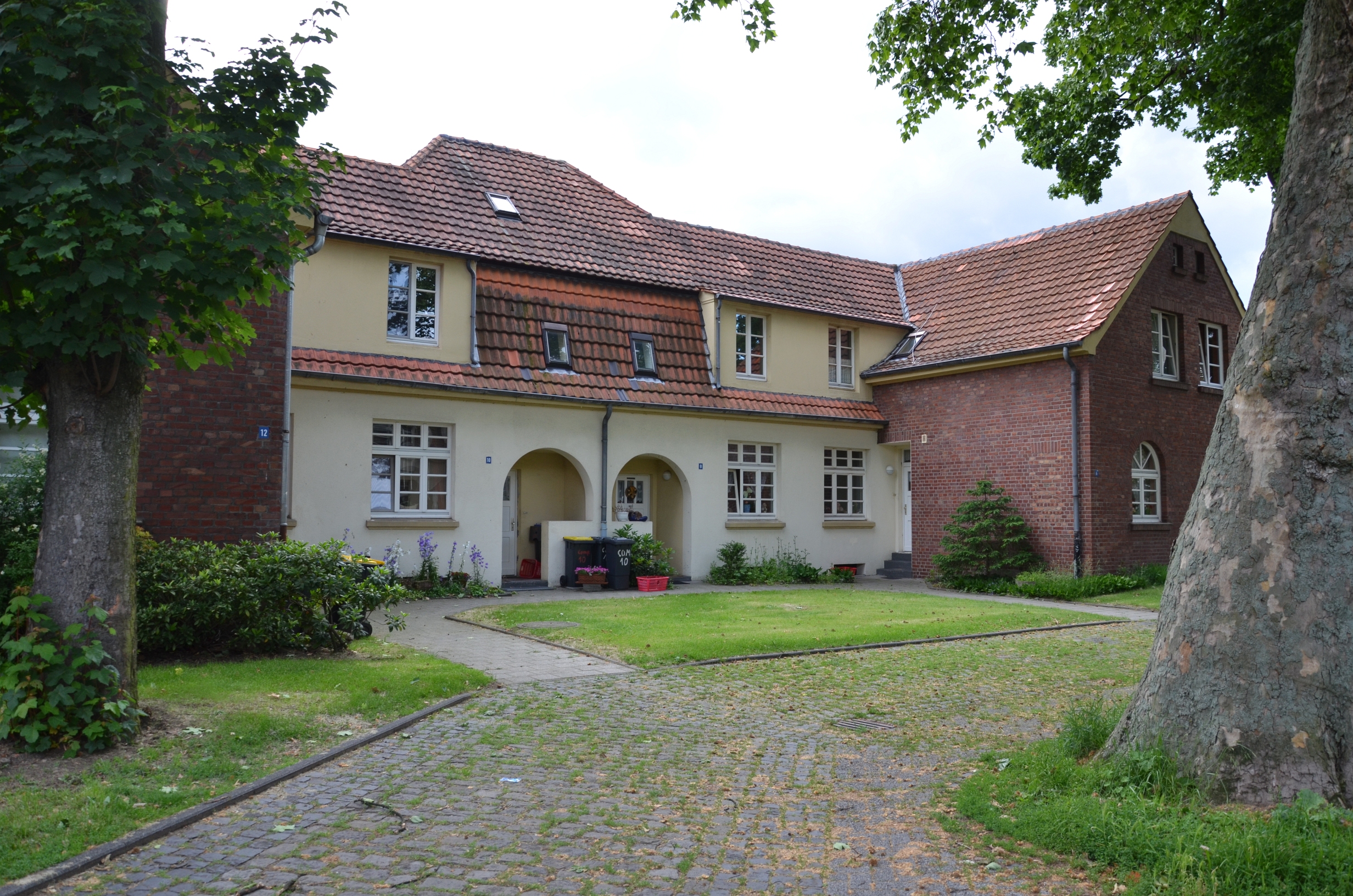